# فین پیدرسن
فین پیدرسن (دانمارکی: Finn Pedersen؛ ۳۰ ژوئیه ۱۹۲۵ – ۱۴ ژانویهٔ ۲۰۱۲) قایقران روئینگ اهل دانمارک بود.
وی در مسابقات کشوری و بین‌المللی در مجموع برندهٔ ۲ مدال طلا، ۲ مدال برنز شده‌است.